# Татару (Браила)
Татару (рум. Tătaru) насеље је у Румунији у округу Браила у општини Дудешти. Oпштина се налази на надморској висини од 41 m.

## Становништво
Према подацима из 2002. године у насељу је живело 2262 становника, од којих су сви румунске националности.